# 水映
水映（みずは、1999年6月25日 - ）は、日本の俳優、タレントであり、女性アイドルグループ ukkaの元メンバー。
旧芸名は「水春」。栃木県宇都宮市出身。

## 略歴
- 2015年
  - 春、アイドルグループ私立恵比寿中学の研究生グループ「桜エビ〜ず」結成メンバー募集のためのSHOWROOMオーディション[注 1]に合格[2]。スターダストプロモーション芸能3部(SECTION 3 IDOL)に所属。
  - 5月、アイドルグループ桜エビ〜ずが結成され、結成メンバーとなる。
  - 8月1日、「TOKYO IDOL FESTIVAL 2015」においてお披露目された桜エビ〜ずのメンバーとして活動開始。
- 2017年
  - 1月18日、「桜エビ～ず水春の ものまね寺子屋ABZ」(生テレ)開始。単独レギュラー出演の初冠番組(同年12月14日終了)。
  - 10月14日、テレビドラマ「先に生まれただけの僕」(日本テレビ)に岡村桜子役として出演。初の地上波ドラマ出演。
  - 12月25日、公式Instagram開始。
- 2018年
  - 1月18日、「桜エビ～ず水春の バラエティABZ」(生テレ)開始(同年3月29日終了)。
  - 1月20日、映画「咲-Saki- 阿知賀編 episode of side-A」公開。江口セーラ役として出演。
  - 4月1日、E TICKET PRODUCTION「E TICKET RAP SHOW 2」発売を記念したリリースパーティー(@代官山LOOP)に出演[3]。
  - 6月9日、インスタライブを初めて配信。
  - 7月13日、「○○もういっちょ」(auサービスTOP／AbemaTV NEWSチャンネル) 開始。
  - 7月28日、「夏S 2018 ももクロトリビュート ～みんなで10周年をお祝いしちゃうぞ！～」(@メットライフドーム)に出演し、シャッフルユニット「耳―ズ」(耳に特徴があるユニット)に参加。
  - 8月5日、「TOKYO IDOL FESTIVAL2018」における企画「ミュ〜コミ＋プラス しゃべれる女王決定戦2018」に出演。優勝者は「ミュ〜コミ＋プラス」にマンスリーアシスタントとして出演できる企画であったが、優勝はならず。
- 2019年
  - 10月、アサヒグループ食品「1本満足バー」のCMに出演。
- 2020年
  - 映画「君の物語を語る者に」で主演を務める。
- 2021年
  - マネジメントとの方向性の違いにより3月18日付けでukkaを脱退[4][5][6]。
  - 6月8日、「水映」への改名をインスタライブで発表。
  - 9月30日、スターダストプロモーションを退所[7]。
  - 12月1日、オフィシャルサイト[8]、オフィシャルファンクラブ[9]、オフィシャルTwitter[10]を開設。

## 人物
- 性格：優しく、面倒見が良い[11]。また、向上心が強い。人と同じことをするのは好きではないという一面も[12]。過去には、正義感が強いとの自己分析もあり[13]。
- 趣味：公式のプロフィールでは散歩と音楽鑑賞[1]。好きな音楽は、エビ中とK-POP[14][15][16]。その他に、ディズニー、料理[17][18][19]、カメラ[20]、ポストカード収集[17][15]、映画鑑賞[21][22][23]、美術鑑賞[24][25]、古着屋巡り[26]など趣味は多彩。なかでもディズニーは大好きで[22][27][28][29][30][31][32][33][34][35]、ひとりディズニーもこなす[36]。
- 特技：公式のプロフィールでは、ものまねと関節が柔らかいこと[1]。ものまねは、昔から見るのもやるのも好きで[14]、自信があるのは、金田朋子[2][16]。ものまねの配信番組を生テレで一年間担当し、ものまねのプロを毎回ゲスト講師に招いてレパートリーの拡大とスキルアップを図り続けた。運動が全般的に得意で[17]、持久走は小学校6年間1位、水泳は7〜8年やっていた経験があり[37]関東大会に出場したこともある。また、中学の3年間は弓道部に在籍しており、弓道も得意である[15]。
- 特徴：一人称に「僕」を使う「ボクっ娘」である[2]。今後も「僕」を維持するかは自然に任せることにしている。
- 将来の夢：小さい頃から演じることが好きであり[38]、将来は女優を志望している[2]。芸名に名字をつけなかったのも、女優として活動する際に先入観をもたれることを避けるため[2]。憧れる女優さんは森川葵、満島ひかり[39]。
- 家族：兄がいる[14]。2人兄妹。
- ペット：猫を飼っている[16]。名前は「くぅちゃん」[40]。
- 好きな食べ物：餃子、砂肝、ザーサイ、豆腐[2][16]、いも[41]、マシュマロ[21]。水と抹茶も好き[16]。
- 苦手な食べ物：白米[42][16]。わさび、ピーマン、ナス、グリーンピース[43]。
- 第4回ももいろ歌合戦で共演してリンドバークを披露した松本明子は、「本番直前にukkaちゃんの隣で一人緊張してたら、水春ちゃんが声を掛けてくださり心強かったです」とツイートで振り返った[44]。

## ukka関連
- 背景：小さな頃からアイドルに憧れがあり[11]、小学5年生(2010年)のときに私立恵比寿中学を知ってからエビ中の大ファンである[45]。高校に進学する2015年春にエビ中の研究生募集を知り、SHOWROOMオーディションに応募して合格した[11]。
- 歌とダンス：歌唱力は高く評価も高い[46]。また、ダンススキルも高く「一番ダンスが上手いのは誰？」というメンバーへの質問には全員が水春の名をあげている[47]。ジャズダンスを4歳から7年間習っていた[48]。振り付けを考えることも好きで、実際に楽曲の振り付けを担当することもある(オリジナル曲「時間。光り輝く螺旋の球。」、カバー曲「Fallin' Snow」と「What You Want」の振付けを担当)。
- トーク：トーク力も抜群で、MCにとどまらず、ツッコミ、アドリブ力まで含めて高い評価を得ている[11][49]。
- キャッチフレーズ：活動当初は「料理とお散歩好き、水春です」というものがあった。
- 自己紹介：活動当初は、「○○(ライブ会場名)のみんなー、おらに力を分けてくれー (おー!) み、ず、(はー!)(※カメハメハのポーズで)」というものがあった。
- アルバム「octave」に収録されている楽曲「せつないや」について、「大人になって強くなった女の子が描かれていて。この1年を通して成長した僕たちを恋愛に見立てた歌になっているのですごく好きです。」とコメントしている[50]。
- 在籍時点では最年長。20世紀生まれはこちらにおいて唯一である。

## 作品

### 参加作品
| リリース日          | アーティスト・タイトル                     | 曲名                                                   | 備考・動画 |
| ------------------- | ------------------------------------------ | ------------------------------------------------------ | --- |
| 2018年4月4日        | E TICKET PRODUCTION『E TICKET RAP SHOW 2』 | 「Right Now feat.水春（桜エビ～ず）」                  | 公式MV リリースパーティ OP MOVIE |
| 2018年7月21日(配信) | STARDUST PLANET 『We are "STAR"』          | 「NEMIMIに耳ーズ」 (耳ーズ) 作詞・作曲・編曲：藤田卓也 | 夏S(2018年7月28日)で初披露 秋本帆華(チームしゃちほこ)、瀬田さくら(ばってん少女隊)、辻野かなみ(ときめき♡宣伝部)、水春(桜エビ〜ず)の4名によるユニット「耳ーズ」名義 |

## 出演
ukkaとしての出演については「ukka」を参照

### テレビ
- 音楽番組「Takanori Music Revolution #4」(2017年1月24日、フジテレビNEXT) - 桜エビ〜ずのメンバーである 川瀬あやめ と共に出演。内容は、西川貴教とのトークと、押尾コータローとのコラボによるT.M.Revolution「last resort」。
- ドラマ「先に生まれただけの僕」(2017年10月14日-12月16日、毎週土曜日、日本テレビ) - 岡村桜子役として出演。
- ドラマ「咲-Saki- 阿知賀編 episode of side-A」(2017年12月3日-25日、毎週日曜日、MBS (5日-27日、毎週火曜日、TBS)) - 江口セーラ役として出演。
- ドラマ「咲-Saki- 阿知賀編 episode of side-A・特別編」(2017年1月7日、MBS (9日(TBS)) - 江口セーラ役として出演。
- バラエティ「三又ノ番組」〈アイドル対決〉(2018年6月14日深夜(前編)、同月21日深夜(後編)、東日本放送)  - 菅原茉椰(SKE48)、伊達花彩(いぎなり東北産)とともに出演。中継リポート・ニュース・演技の3番勝負を行った。
- 音楽番組「コアラモード.小幡康裕のガチンコスターダストプラネット #45」(2019年9月12日、フジテレビNEXT) - 「Catch the Moment」(LiSA)を歌唱。
- バラエティ「関内デビル」(2020年6月23日、テレビ神奈川) - 川瀬あやめとともにゲスト出演。
- ドラマ「この恋あたためますか」（2020年10月20日、TBS系）[54]
  - 主人公の井上樹木が所属していたアイドルグループ「Cupid」のメンバー役（メンバーカラー■レッド）として出演。
- バラエティ「全力坂」（2021年6月28-29日、テレビ朝日） - 全力商品「出前館」に出演
- バラエティ「俺に言わせぃ！サッカーおやじ会2022 #3」（2022年3月23日 3月30日、スポーツライブ＋＆YouTube） - 看板娘として出演[55]。

### 映画
- 「咲-Saki- 阿知賀編 episode of side-A」(2018年1月20日公開) - 江口セーラ役として出演[56]。
- 「君の物語を語る者に」(2020年、自主制作) - 主演[57]。竹越正次監督作品。細田善彦とのW主演映画[58]。

### ラジオ
- 「Good Choice Radio」(2017年1月10日、FM愛知) - 桜エビ〜ずのメンバー 川瀬あやめ とともに、ゲスト出演。
- 「ラジオiNEWS」(2018年3月20日、ラジオNIKKEI第1) - 桜エビ〜ずのメンバー 村星りじゅ とともに、ゲスト生出演。放送内容のアーカイブをParaviにおいて聴くことができる。
- 「ミュ～コミ＋プラス」(2018年9月12日深夜、ニッポン放送) - ゲスト出演。
- 「ギュウゾウとPinokkoの雷ヘッドライナー」(2019年1月6日&13日、RADIO BERRY(FM栃木)) - ゲスト出演。
- 「ギュウゾウとPinokkoの雷ヘッドライナー」(2019年7月28日、RADIO BERRY(FM栃木)) - ゲスト出演。
- 「ミュ～コミ＋プラス」(2019年10月3日深夜、ニッポン放送) - はちみつロケットのメンバー 華山志歩、澪風 とともに、ゲスト出演。
- 「中山秀征のクイズ イマジネーター」(2019年12月12日、NHKラジオ第1) - ゲスト出演。
- 「ギュウゾウとPinokkoの雷ヘッドライナー」(2020年5月3日＆10日、RADIO BERRY(FM栃木)) - ゲスト出演。
- 「B・E・A・T」(2020年10月1日、RADIO BERRY(FM栃木)) - ゲスト出演[59]。
- 「ギュウゾウとPinokkoの雷ヘッドライナー」(2020年11月1日＆8日深夜、RADIO BERRY(FM栃木)) - ゲスト出演[60]。
- 「ギュウゾウとPinokkoの雷ヘッドライナー」(2021年2月28日＆3月7日深夜、RADIO BERRY(FM栃木)) - ゲスト出演[61]。

### CM
- アサヒグループ食品「1本満足バー」(2019年10月)

### ネット配信
- 「激辛ドＭ男子#4 中学生アイドルにアゴで使われストレスだらけのマネージャー」(2015年11月3日) - Youtubeのプラテレチャンネルにて公開[注 2]。Youtubeのプラテレ版
- 「レナのアイドル図鑑 バニラ味」(2016年11月24日、生テレ) - 単独ゲストとして生出演。
- 「桜エビ～ず水春の ものまね寺子屋ABZ」(2017年1月19日-12月14日、生テレ) - ものまねのプロを講師として迎え、モノマネスキルをアップさせていく番組。単独レギュラー出演の初冠番組。
- 「桜エビ～ず水春の バラエティ寺子屋ABZ」(2018年1月18日-3月29日、隔週木曜日、生テレ) - 前年に終了した「桜エビ～ず水春の ものまね寺子屋ABZ」の後番組で、ものまねにとどまらずバラエティ番組全般のスキルアップを目指す番組。生テレ自体のサービス終了(2018年4月25日)に伴い、番組も3月で終了した。
- 「ももクロ・エビ中緊急生特番！STARDUSTPLANET発足記念大感謝パーティー」(2018年2月17日、AbemaTV) - 桜エビ〜ずのメンバーである 川瀬あやめ と共に出演。
- 「IDOL QUIZ BOOKIE（通称：IQブッキー）」(2018年4月13日、ニコニコチャンネル『TOKYO IDOL CHANNEL』) - ゲストとして出演。
- 「○○もういっちょ」(2018年7月13日-2019年3月7日、auサービスTOP／AbemaTV NEWSチャンネル) - 水春がMCを務め、毎週「旬な芸能人」に突撃インタビューするレギュラー配信のミニ番組。
- 「長谷川瑞（つりビット） Pop'n'Roll スナップ連載＃19」(2018年12月24日、YouTube) - ゲストとして出演。「その5、水春ちゃんとデートしたよ。」
- 「@JAM 応援宣言 (@JAM THE WORLD)」(2019年2月25日、SHOWROOM) - 川瀬あやめ とともにゲスト出演。
- 「猫舌SHOWROOM「吉田豪の部屋」」(2020年1月28日、SHOWROOM) - ゲストとして出演。
- 「猫舌SHOWROOM「吉田豪の部屋」」(2021年6月15日、SHOWROOM) - ゲストとして出演。

### ライブ・イベント
- 「アイドル横丁夏まつり!!〜2017〜」(2017年7月9日、@横浜赤レンガパーク) - 「ボブコラボ」企画に出演。
- E TICKET PRODUCTION 2ndミニアルバム「E TICKET RAP SHOW 2」リリースパーティ(2018年4月1日、@代官山LOOP)に出演[53]。
- E TICKET PRODUCTION 2ndミニアルバム「E TICKET RAP SHOW 2」リリースイベント(2018年5月9日＆18日、@ヴィレッジヴァンガード渋谷本店)に出演[62][63]。
- 「夏S 2018 ももクロトリビュート ～みんなで10周年をお祝いしちゃうぞ！～」(2018年7月28日、@メットライフドーム)におけるシャッフルユニット「耳―ズ (耳に特徴があるユニット)」に参加。
- TIF2018における「ミュ〜コミ＋プラス しゃべれる女王決定戦2018」(2018年8月5日)に出演。
- 「スタプラ東京Vol.2.5」(2018年10月10日、@新宿BLAZE)におけるグループシャッフルユニットに選抜され「Catch the Moment」(LiSA)を披露。ユニットは、内山あみ(ロッカジャポニカ)、塚本颯来(はちみつロケット)、三田美吹(CROWN POP)、水春の4名で構成された。
- 「TIF2019アームレスリング大会 powered by TOWER RECORDS ザ・感謝祭」に「ギュウ農フェス選抜軍」の一員として出演(2019年8月3日)[64]。
- 「渋谷LOFT9 アイドル倶楽部 vol.18」(2020年12月8日)に出演[65]。

### ミュージックビデオ
- マカロニえんぴつ『キスをしよう』（2022年）[66]。
- バイリンジボーイ『LOVE』（2022年）[67][68]

### その他
- B.L.T.web「2018年大注目！HOT UP!!!桜エビ〜ず③ 水春 ソログラビア」(2018年2月1日) [69]。
- B.L.T.web「2018年大注目！HOT UP!!!桜エビ〜ず⑨ 水春 15問15答」(2018年3月19日)[70]。
- 咲良菜緒『アイドルお悩み交換日記』桜エビ〜ず・水春さんからのお手紙「素の自分があまり好きではありません」(2018年5月9日)[71]。
- Pop'n'Roll 副編集長の長谷川瑞(つりビット)によるデート企画「人見知りの私だって気になるあの子とお出かけしたい！」ゲスト(2018年12月24日-30日)[72]。
- HUSTLE PRESS「HaaaaaN zero 水春①〜④」(2019年4月7日-5月22日)[73][74][75][76]。
- おうちでショーが楽しめるTDL『イッツ・ベリー・ミニー！』写真レポート (2020年4月21日)[77]。
- ガジェット通信「春の東京ディズニーリゾートを楽しもう！　イースターのパレード「うさたま大脱走！」や「ディズニーシー20周年」ショーが開催中」 - モデル[78]

## 書籍
- 『SCHOOL GIRLS BOOK 2015 capital side』(2015年10月15日発売、東京ニュース通信社)　メンバー4名(水春、川瀬、村星、茜)の写真と一人一人への15のQ&Aを掲載(p.32〜37)。
- 『Top Yell 特別編集 Top Yell NEO』(2016年6月30日発売、竹書房)　メンバー5名(水春、川瀬、村星、桜井、茜)のインタビュー(4頁)、「「桜エビ〜ず」5人の関係性が分かる!? 12のQuestions」(1頁)、「桜エビ〜ずの「現在」と「未来」」(2頁、「校長」こと藤井ユーイチ(スターダスト芸能3部マネージャー)のインタビュー)を掲載(p.130〜137)。
- 『Top Yell 2017年7月号』(2017年6月6日発売、竹書房)　いぎなり東北産とのツーマンライブ(2017年5月4日、@仙台・楽楽楽ホール)のレポート(p.19〜21)と、いぎなり東北産とのトークバトル(p.32〜35)を掲載。
- 『ENTAME(エンタメ) 2017年8月号』(2017年6月30日発売、徳間書店)　「IDOL Who's next」コーナーに水春のインタビュー掲載(p.130)。
- 『アイドルとヲタク大研究読本 ♯拡散希望』(2017年8月31日発売、カンゼン)　「今！絶対に！マジでかわいい！美少女アイドル７(セブン)」特集に、水春が選ばれ掲載された。
- 『Top Yell NEO 2017~2018』(2017年12月28日発売、竹書房)　メンバー3名(水春、川瀬、茜)の鼎談インタビュー記事および「校長が語る「桜エビ〜ずの今後」」を掲載(p.114〜117)。
- 『Rocket vol.10』(2018年1月1日発売、Rocket Base)　水春 のグラビアとインタビューを掲載(p.33〜37)[79]。
- 『日経エンタテインメント！ スターダストプラネット公式Special Book』日経BP社、2018年7月19日。ソロインタビュー(p.184-185)、気になるスタプラメンバー(p.75)、スタプラで今後挑戦してみたいことのアンケート(p.135)。
- 『HaaaaaN Spica』(2019年5月29日発売、HUSTLE PRESS)　水春のグラビアとインタビューを掲載(p.52-66)。
- 『IDOL AND READ 019』(2019年6月21日発売、シンコーミュージック)　水春のグラビアとインタビューを掲載(p.98-113)[80]。
- 『BUBKA 2019年8月号』(2019年6月28日発売、白夜書房)　メンバー3名(水春、川瀬、村星)の鼎談インタビュー記事を掲載(p.63-65)[81]。
- 『ENTAME(エンタメ) 2019年8月号』(2019年6月28日発売、徳間書店)　メンバーへの10問10答(QandA)を掲載(p.43)[82]。
- 『UTB+ vol.48』(2019年7月9日発売、ワニブックス)　連載「桜エビ〜ずの全力○○(マルマル)!〜目指せトレンド入りっ!!〜」第3回。
- 『アップトゥボーイ 2020年1月号』(2019年11月22日発売、ワニブックス)　水春のグラビアと簡単なインタビューを掲載(p.75〜81)。
- 『FLASHスペシャル グラビアBEST 2020年新年号 (FLASH増刊)』(2019年12月26日発売、光文社)　水春のグラビアを掲載(p.80)。
- 『ミズハタチブック』(2020年9月26日発売、SDP(スターダストピクチャーズ))　水春完全プロデュースによる全40ページのフォトブック[83]。また、本フォトブックの発売を記念したインターネットサイン会をリミスタにて開催(2020年11月23日)[84]。
- 『BUBKA 2021年2月号』(2020年12月28日発売、白夜書房)　インタビュー記事を掲載(p.52-54)[85]。